# Бишівська волость
Бишівська волость — адміністративно-територіальна одиниця Київського повіту Київської губернії.
Утворена в 1866 році, в 1880-му укрупнена.
Станом на 1886 рік складалася з 6 поселень, 6 сільських громад. Населення — 6295 осіб (3134 чоловічої статі та 3161 — жіночої), 1646 дворових господарства.
|                     | Площа, десятин | У тому числі орної, десятин |
| ------------------- | -------------- | --------------------------- |
| Сільських громад    | 8315           | 5646                        |
| Приватної власності | 6213           | 2745                        |
| Казенної власності  | —              | —                           |
| Іншої власності     | 131            | 89                          |
| Загалом             | 14659          | 8480                        |

Основні поселення волості:
- Бишів — колишнє власницьке містечко при річці Лупа за 50 верст від повітового міста, 2029 осіб, 302 двори, 2 православні церкви, католицькі костел і каплиця, молитовний будинок, школа, 2 постоялих двори, 2 постоялих будинки, 20 лавок, 6 ярмарків на рік, 2 водяних та 5 вітряних млинів, винокурний завод.
- Горобіївка — колишнє власницьке село при річці Лупа, 462 особи, 60 дворів, православна церква, лавка, 2 вітряних млини.
- Грузька — власницьке село при річці Сивці, 2449 осіб, 159 дворів, православна церква, каплиця, приходська школа, винна лавка, пивна лавка, п'ять торговельних лавок, винокурний завод, водяний млин, три вітряки.
- Лишня — колишнє власницьке село при річці Устя, 742 особи, 80 дворів, православна церква, лавка, постоялий будинок, лавка, 2 водяних млини.
- Пашківка — колишнє власницьке село при річці Лупа, 1679 осіб, 203 двори, православна церква, школа, 2 постоялих будинки, 3 лавки, 2 водяних та 5 вітряних млинів, винокурний завод.
- Соснівка — колишнє власницьке село при річках Ірпені та Відьманка, 335 осіб, 56 двори, каплиця, 2 постоялих будинки, 2 водяних млини.

Старшинами волості були:
- 1906–1909 роках — Яків Потапович Балабан[2][3],[4];
- 1910–1913 роках — Василь Маркович Гузерчук[5],[6];
- 1914–1915 роках — Гаврило Позняк[7].